# 阿斯玛·阿萨德
阿斯玛·法瓦兹·阿赫拉斯·阿萨德（阿拉伯语：أسماء فواز الأخرس الأسد，1975年8月11日—），是一名英国出生的叙利亚人，2000年12月与叙利亚時任总统巴沙尔·阿萨德结婚。之前她是一名银行投资家。

## 早年

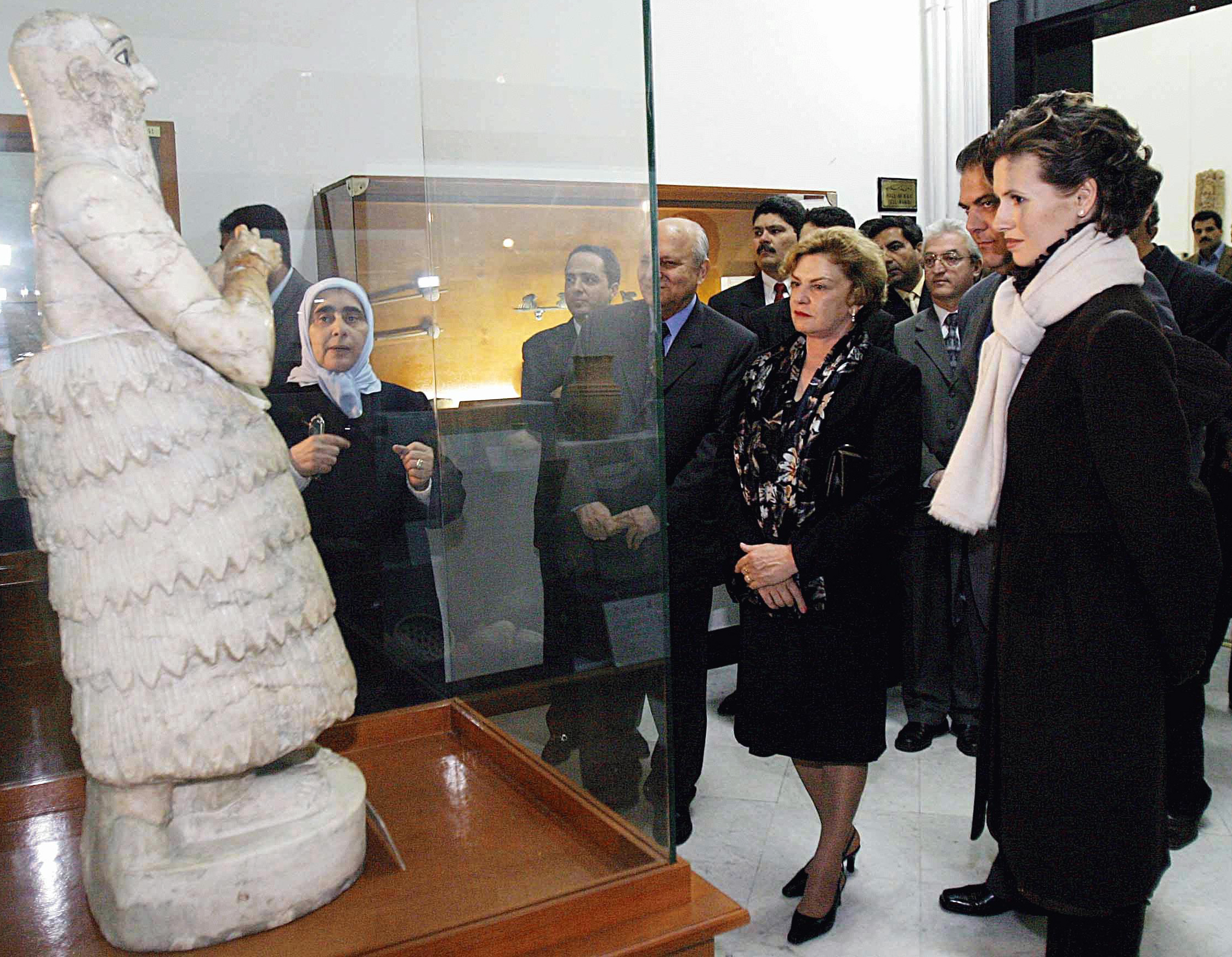
她与巴西总统夫人玛丽莎·莱蒂西亚在叙利亚国家博物馆

她在伦敦伊靈區的阿克頓地区长大，在当地的一所英国国教会学校上学。1996年获得伦敦国王学院的计算机科学学士与法语文学学位。
毕业后，她在德意志银行负责欧洲和远东事务的一个资金管理部门工作。1998年她加入投资银行──J.P.摩根公司负责处理并购业务。

### 家庭
她的父亲是伦敦克伦威尔医院的心脏病专家法瓦兹·阿赫拉斯，母亲是退休的外交官萨哈尔·奥特里·阿赫拉斯。她父母都是出身于霍姆斯的叙利亚裔逊尼派穆斯林。

## 个人生活

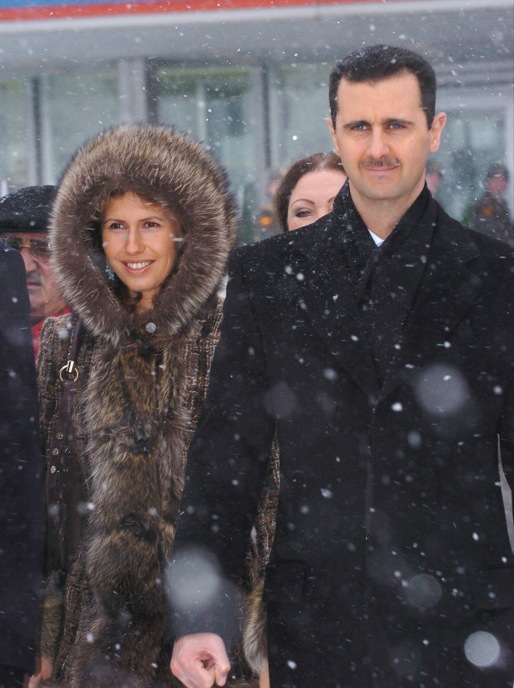
2008年3月26日，夫妇俩位于莫斯科

她在一次到叙利亚度假时认识了巴沙尔。巴沙尔当上总统后，她于2000年11月正式移民成为叙利亚人，12月与巴沙尔结婚。育有三个子女：哈菲兹、蔡恩和卡里姆。
2011年5月10日，一个外交文件报道说她已经带三个孩子出国以躲避叙利亚内战，现在居住于伦敦。叙利亚驻英国大使萨米·希亚米否认这个报道。2011年6月30日，她被拍到在大马士革问候支持政府的示威民众。
2024年5月21日，阿斯玛·阿萨德確診白血病。